# Fête des vendanges de Montmartre

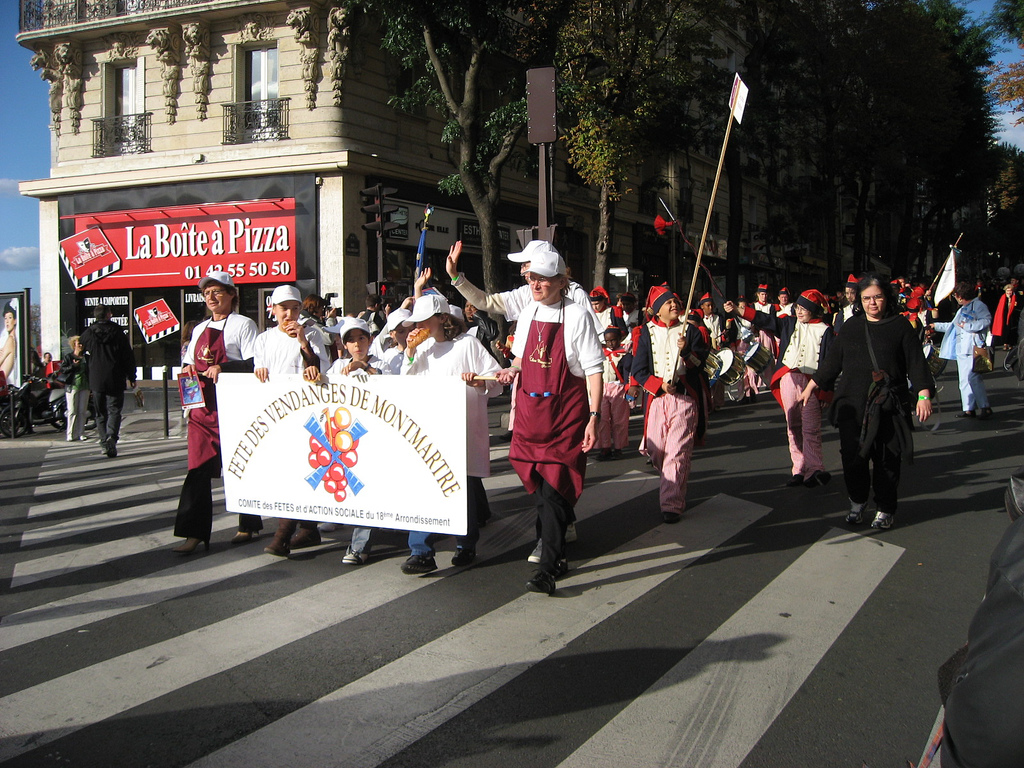
Ouverture du défilé de la Fête des vendanges, en 2006.

La Fête des vendanges de Montmartre est une fête des vendanges célébrant chaque second week-end d'octobre, depuis 1934, l'arrivée des cuvées issues du Clos Montmartre. L'organisation est assurée par la mairie du 18e arrondissement, mobilise les acteurs de la vie locale (commerçants, artistes, associations, écoles, etc.) et invite des célébrités à parrainer l’événement.

## Histoire

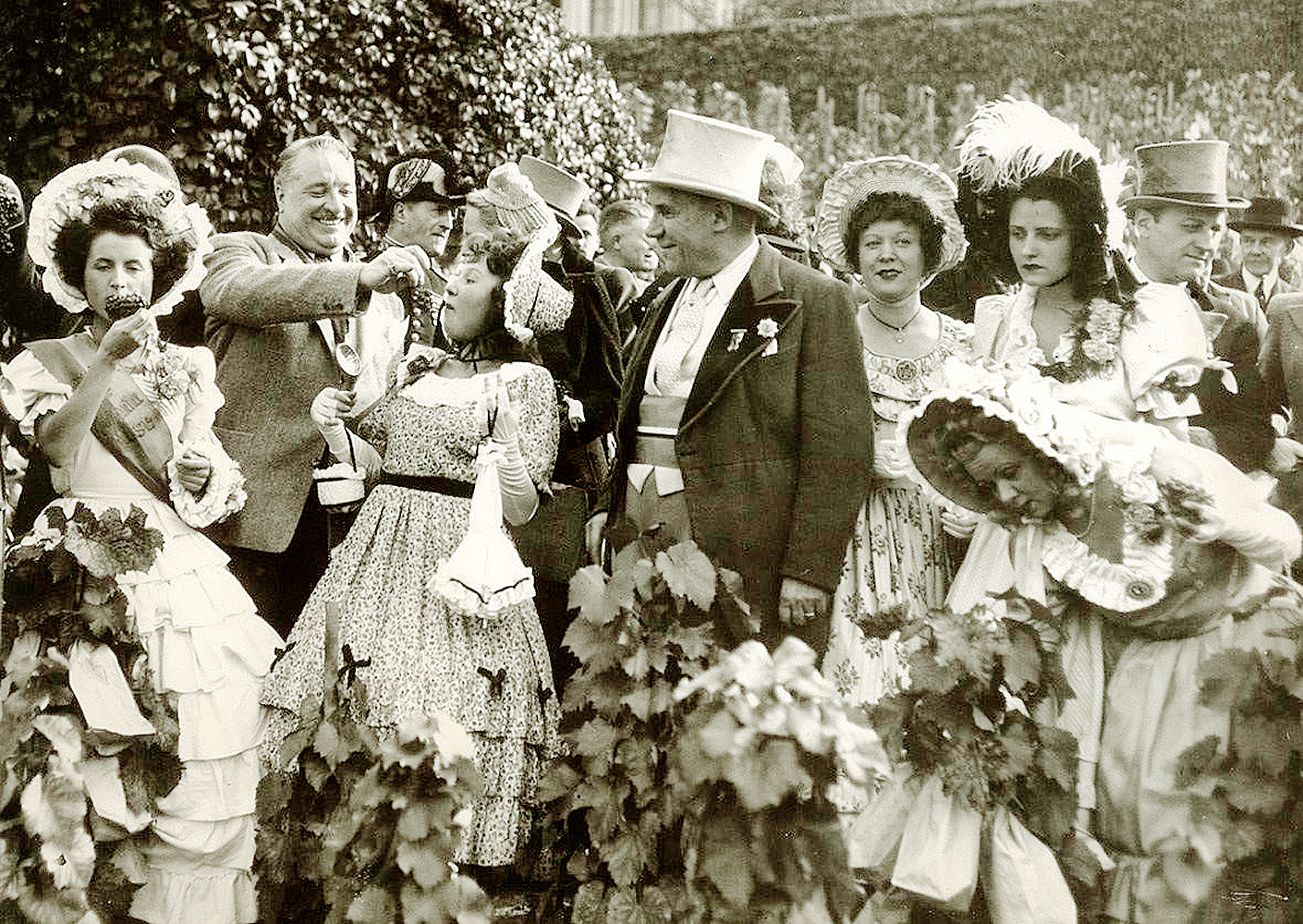
Fête des vendanges de Montmartre en 1939.

La Fête des vendanges de Montmartre célèbre les vignes et le territoire montmartrois. Dès le XIIe siècle, les dames de l'abbaye de Montmartre plantent les premières vignes et développent la production de vin.
Avant que l'urbanisation et les habitations fleurissent sur la Butte, cette dernière est recouverte aux trois-quarts de vignes. Elles disparaissent totalement en 1928 pour renaître en 1933 afin d'empêcher un projet immobilier et préserver le terrain situé à l'angle des rues des Saules et Saint-Vincent.
Grâce à la mobilisation de figures du quartier (Pierre Labric, maire de la Commune Libre de Montmartre, Jean-Louis Forain, Francisque Poulbot et Adolphe Willette, fondateurs de la République de Montmartre, ou encore Victor Perrot, président de la Société d'histoire et d'archéologie « Le Vieux Montmartre »), des pieds de vignes – offerts par des communes – sont plantés par la ville de Paris.
Dès 1934, les vignes sont célébrées à Montmartre, sous le parrainage de Mistinguett et Fernandel. Depuis, chaque second week-end d'octobre, Montmartre célèbre sa tradition viticole et salue l'arrivée de la nouvelle cuvée de son vignoble.
Selon les chercheuses Anne Monjaret et Michela Niccolai, « la Fête des vendanges, qui est l'une des plus anciennes, réinscrit Montmartre dans un territoire à la connotation provinciale ».
Depuis 2008, la mairie a étendu la fête des vendanges à tous les quartiers du 18e arrondissement. L'implication et la mobilisation des acteurs communaux et des structures culturelles du district, mais aussi des écoles, des centres de loisirs, des associations, des commerçants et des artisans ont donné naissance à une tradition bien connue.
Depuis l'édition de 2012, les habitants du 18e arrondissement sont impliqués en les rendant acteurs de la fête des vendanges de Montmartre.
Elle est devenue le troisième événement parisien en termes de fréquentation après Paris-Plage et Nuit Blanche, avec 400 000 personnes.

## Cuvée

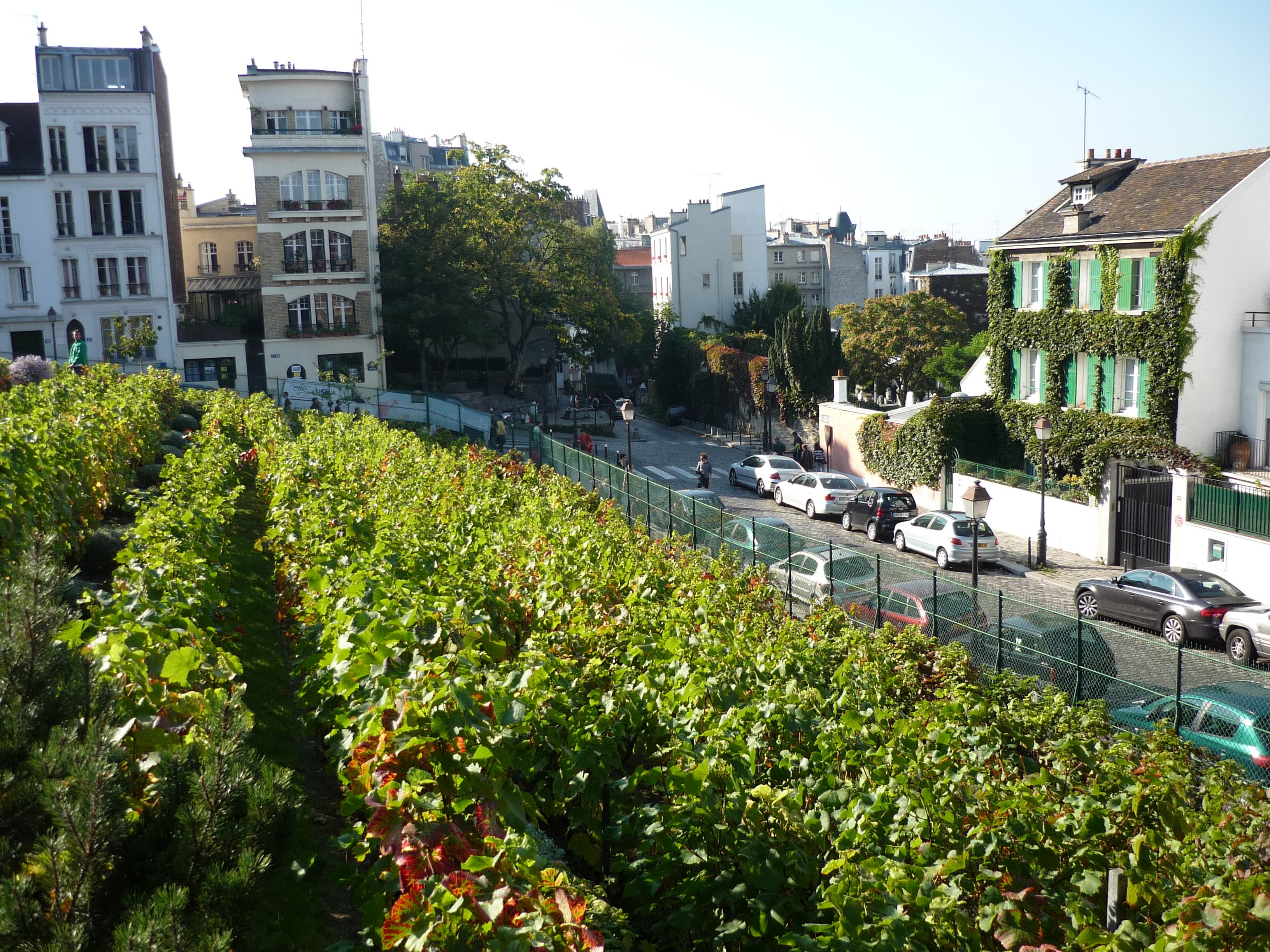
Vue sur la vigne du Clos Montmartre.

Tout au long de l'année, depuis 1933, les jardiniers de la Ville de Paris prennent soin du Clos Montmartre avec le Comité des fêtes et d'actions sociales du 18e (COFAS) qui a la responsabilité de la vinification assurée sous la direction d'un œnologue, de la mise en bouteilles dans les caves de la mairie de l'arrondissement, et de la commercialisation de la Cuvée du Clos Montmartre au profit des œuvres sociales de l'arrondissement.

## Éditions

### Édition2008
Le village des stands et des régions et des départements est repensé pour l'édition 2008 et devient le « Parcours du goût » avec ses villages thématiques, le « Village des régions », le « Village du monde », le « Village de l'eau », le « Village du marché ».

### Édition2009
Le thème de la fête est « la salle des Trois Baudets » qui est rouvert en février 2009. Cette salle fondée en 1947 par Jacques Canetti est lieu de la chanson française. Elle a vu défiler Jeanne Moreau, Guy Béart, Juliette Gréco, Raymond Devos, Mouloudji, Georges Brassens, Jacques Brel, Boris Vian, Serge Gainsbourg, Boby Lapointe.

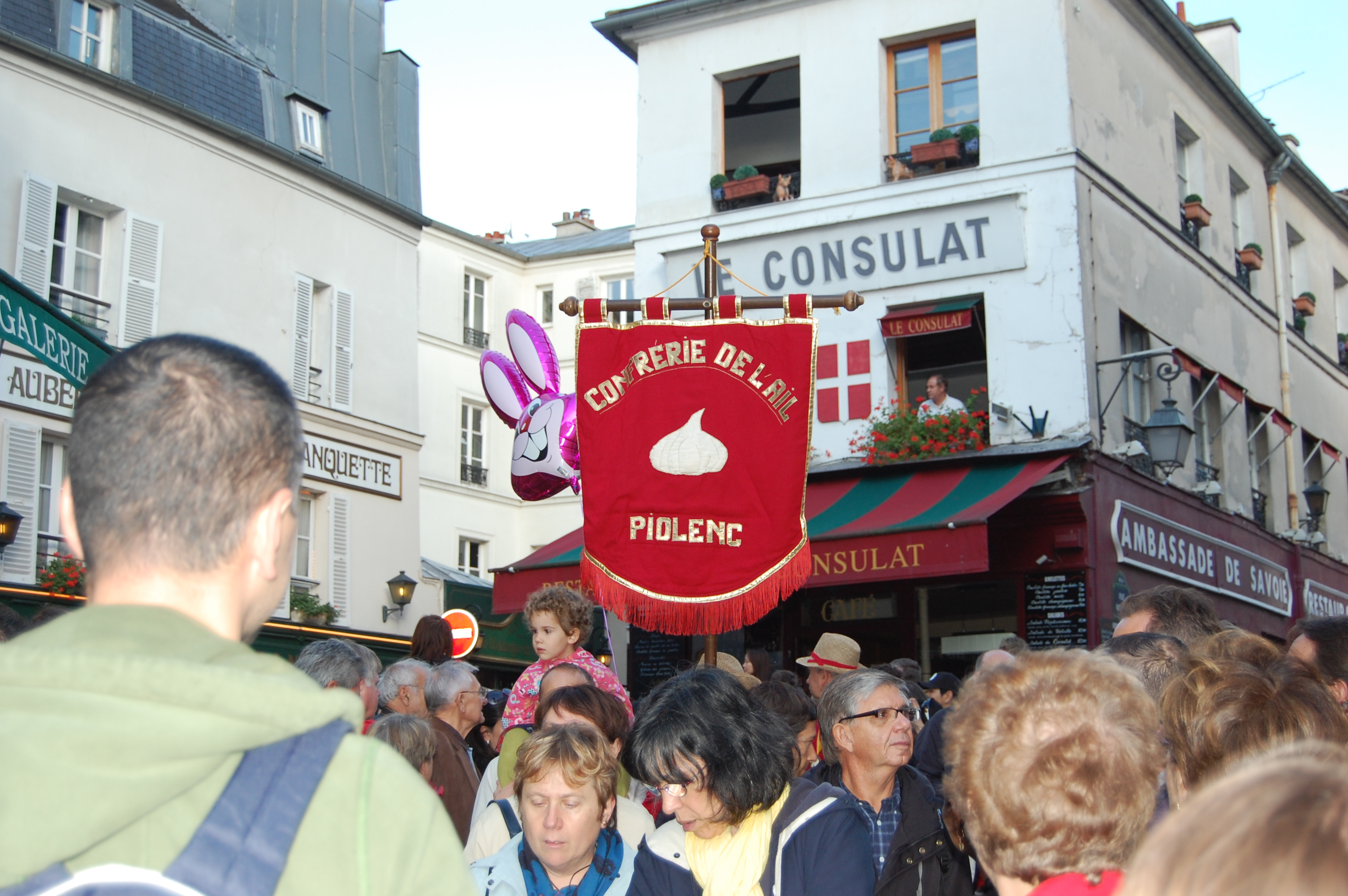
Confrérie de l'Ail de Piolenc.
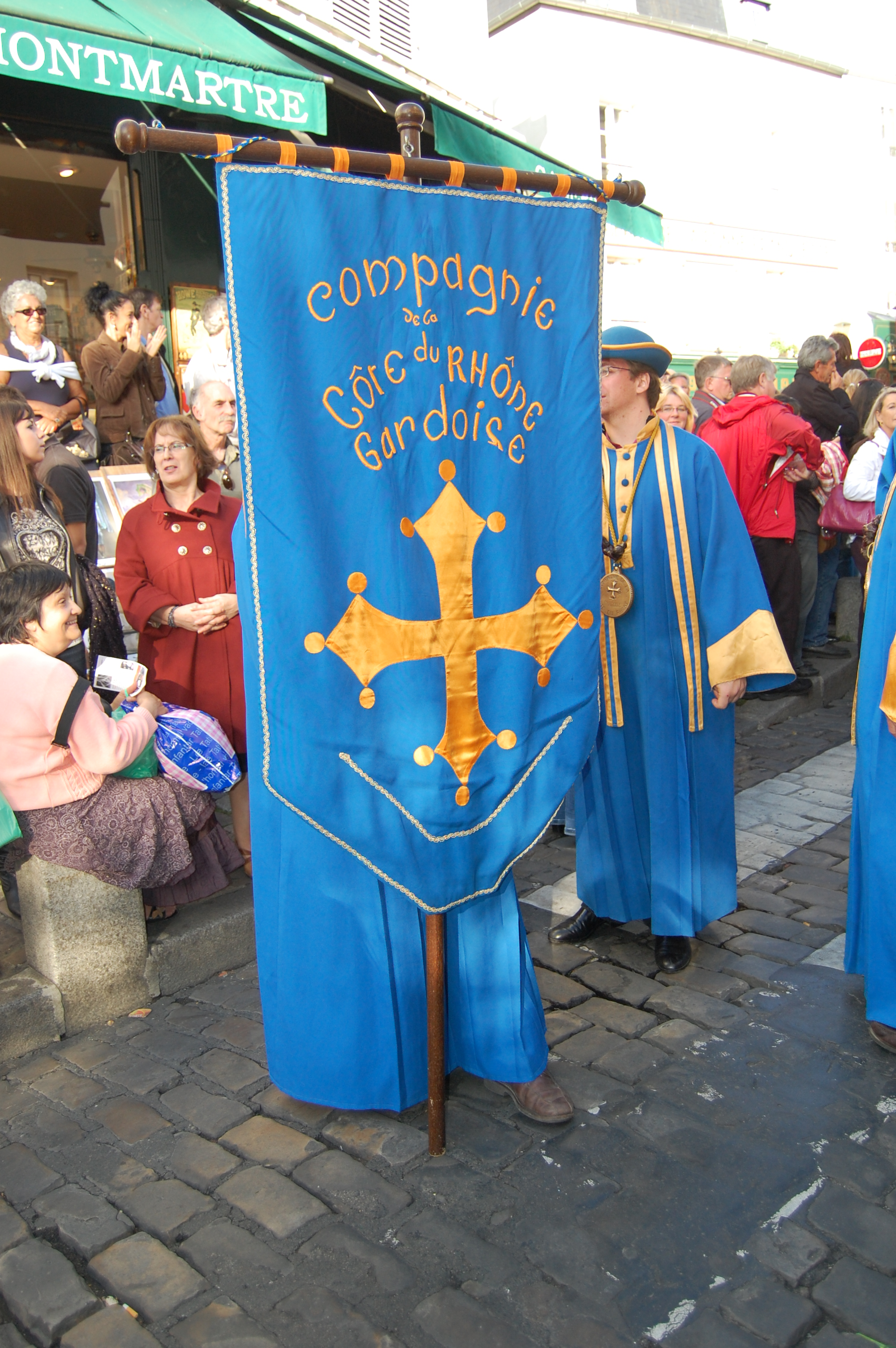
Compagnie de la Côte du Rhône gardoise.
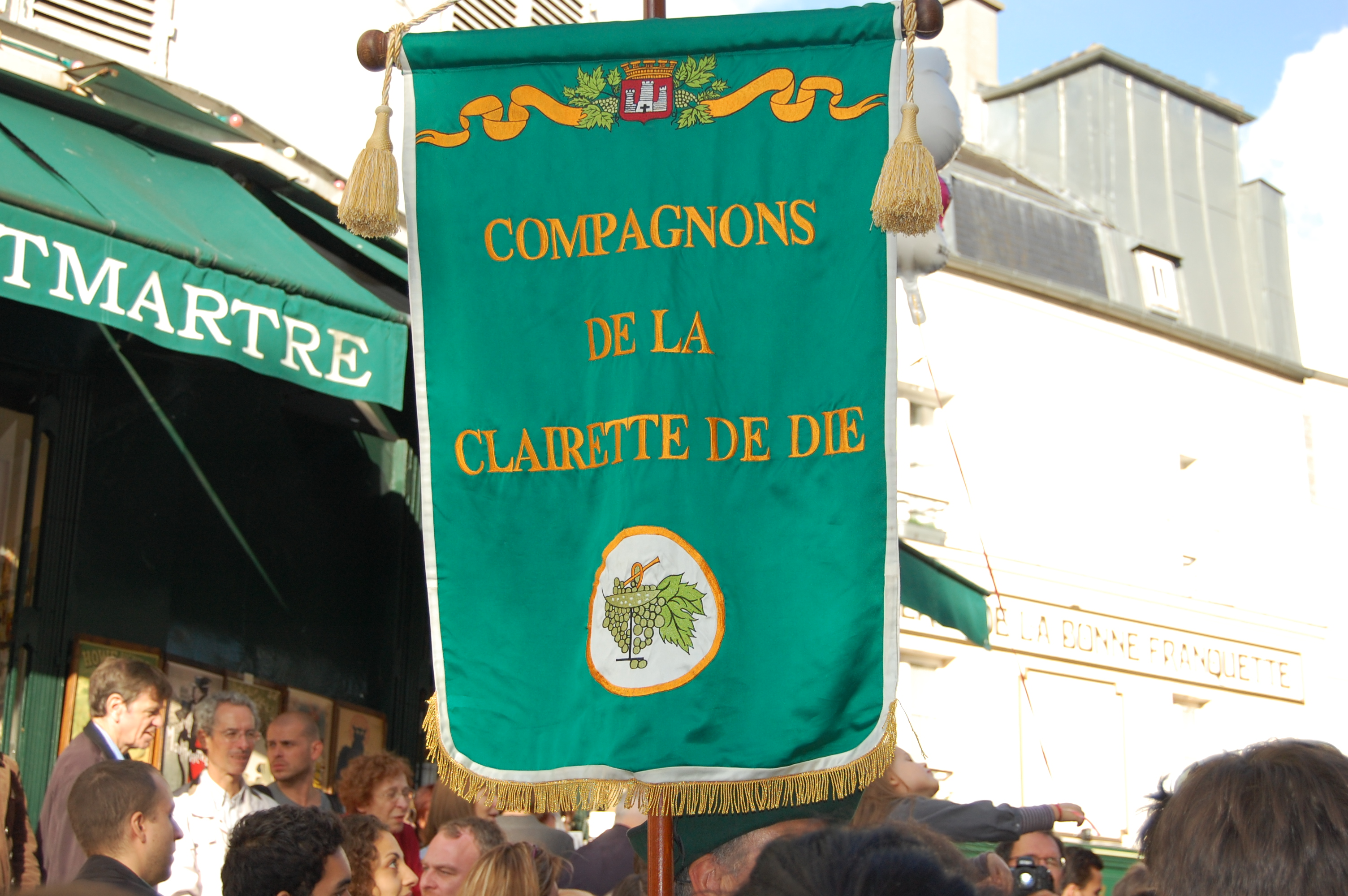
Compagnons de la Clairette de Die.

### Édition2010
La 77e édition a lieu du 6 au 10 octobre 2010, son thème est « Montmartre fête l'humour » et avait pour marraine Firmine Richard et pour parrain Gérard Jugnot. Plus de 15 000 personnes ont assisté au feu d'artifice, et 200 000 étaient présentes sur le parcours du grand défilé. Cette édition a confirmé le statut de la Fête des vendanges de 3e événement parisien, après la Fête de la musique et Nuit Blanche, en termes de fréquentation.

### Édition2012
Le thème de la 79e édition en 2012 est « Montmartre fête les Gourmandises ».
Comme chaque année on retrouve, la journée des enfants, le parcours du goût, le feu d'artifice, le défilé, le ban des vendanges, les non-demandes en mariage et d'autres rendez-vous culturels, populaire et gourmands.

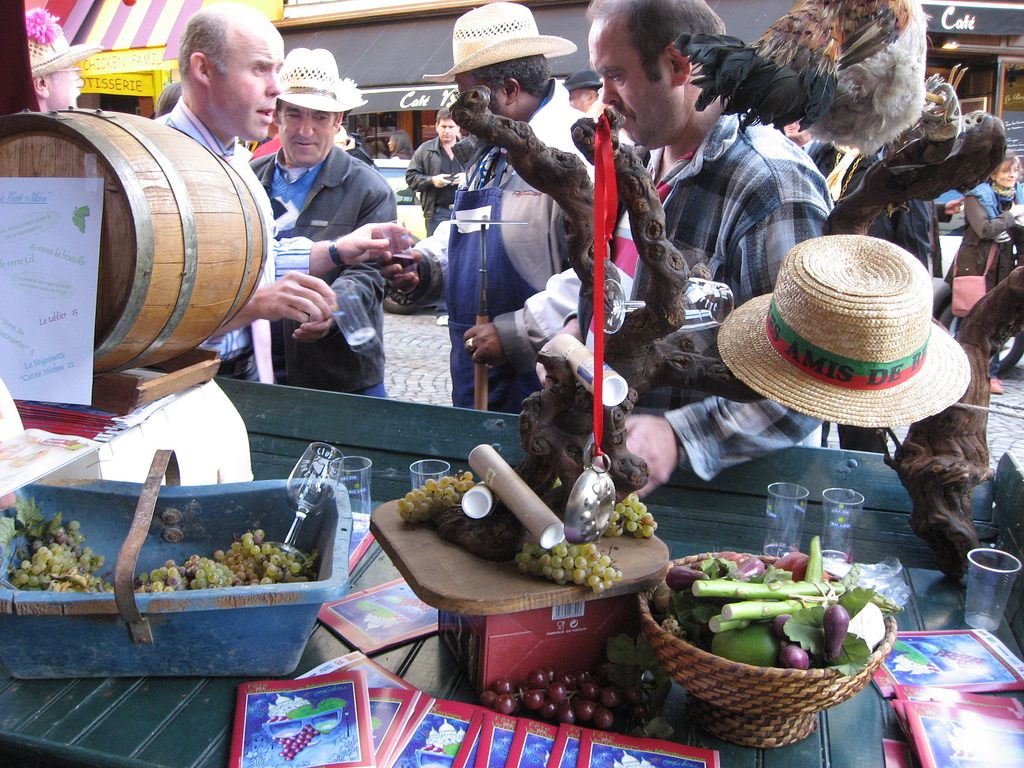
Dégustation sur un stand.
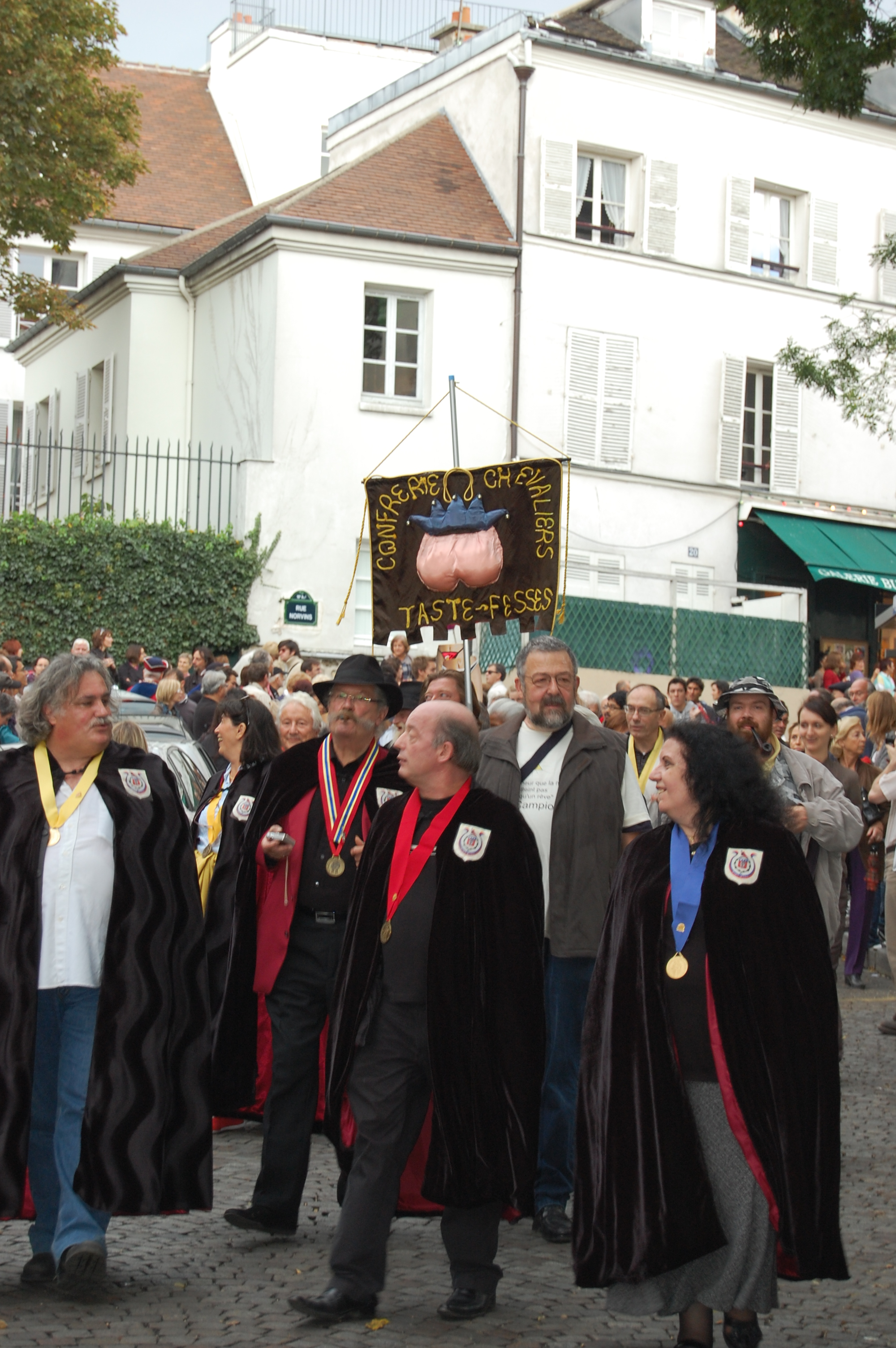
Les chevaliers Taste-Fesses.
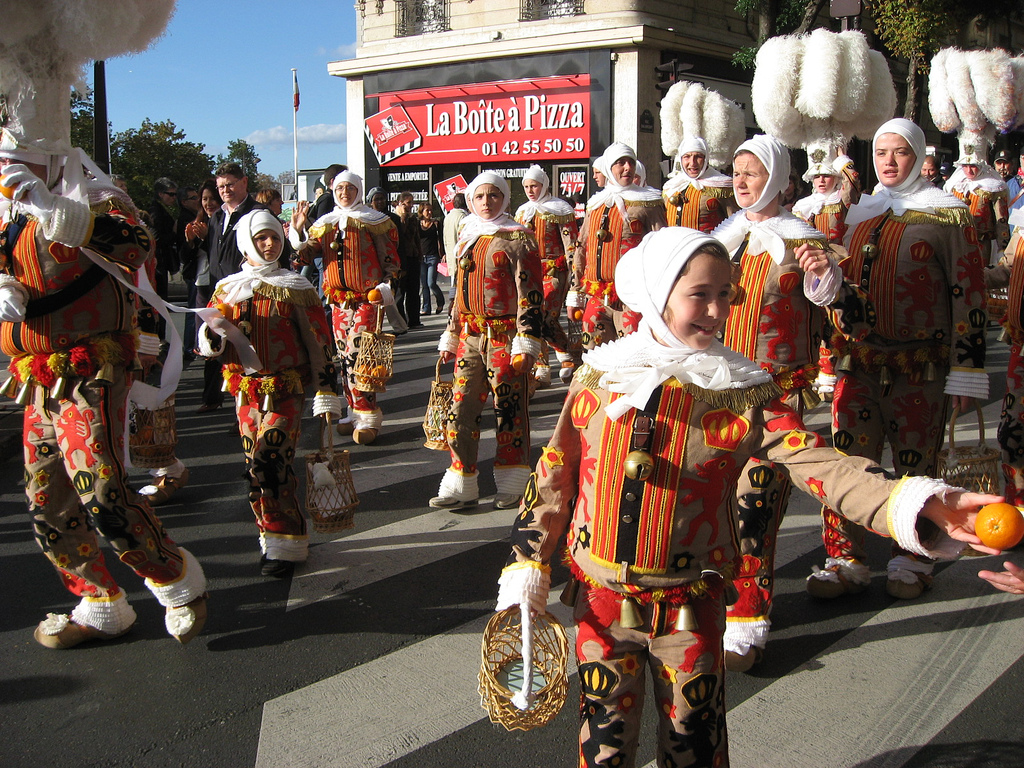
Les Gilles.
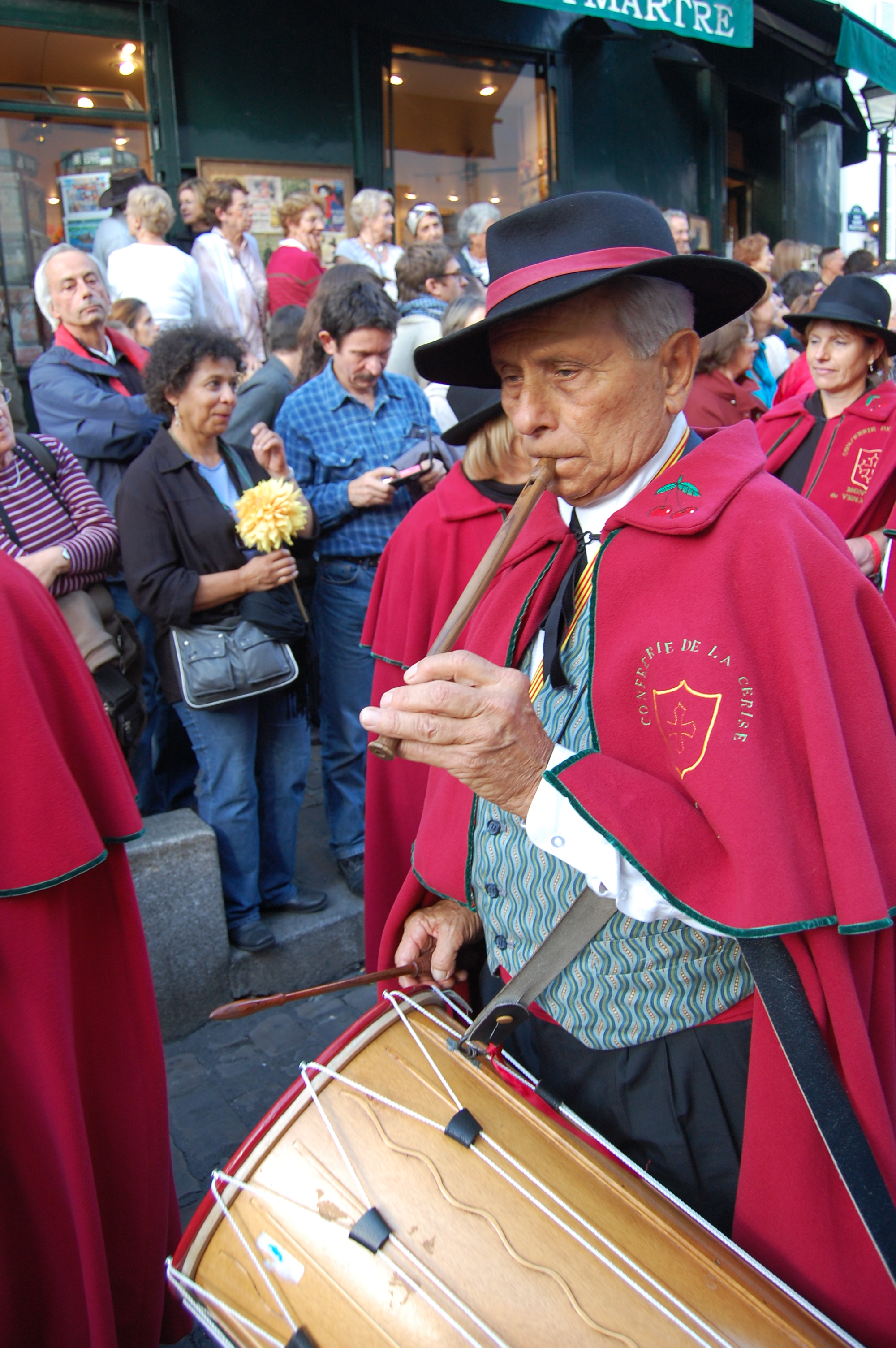
Confrérie de la cerise de Venasque.
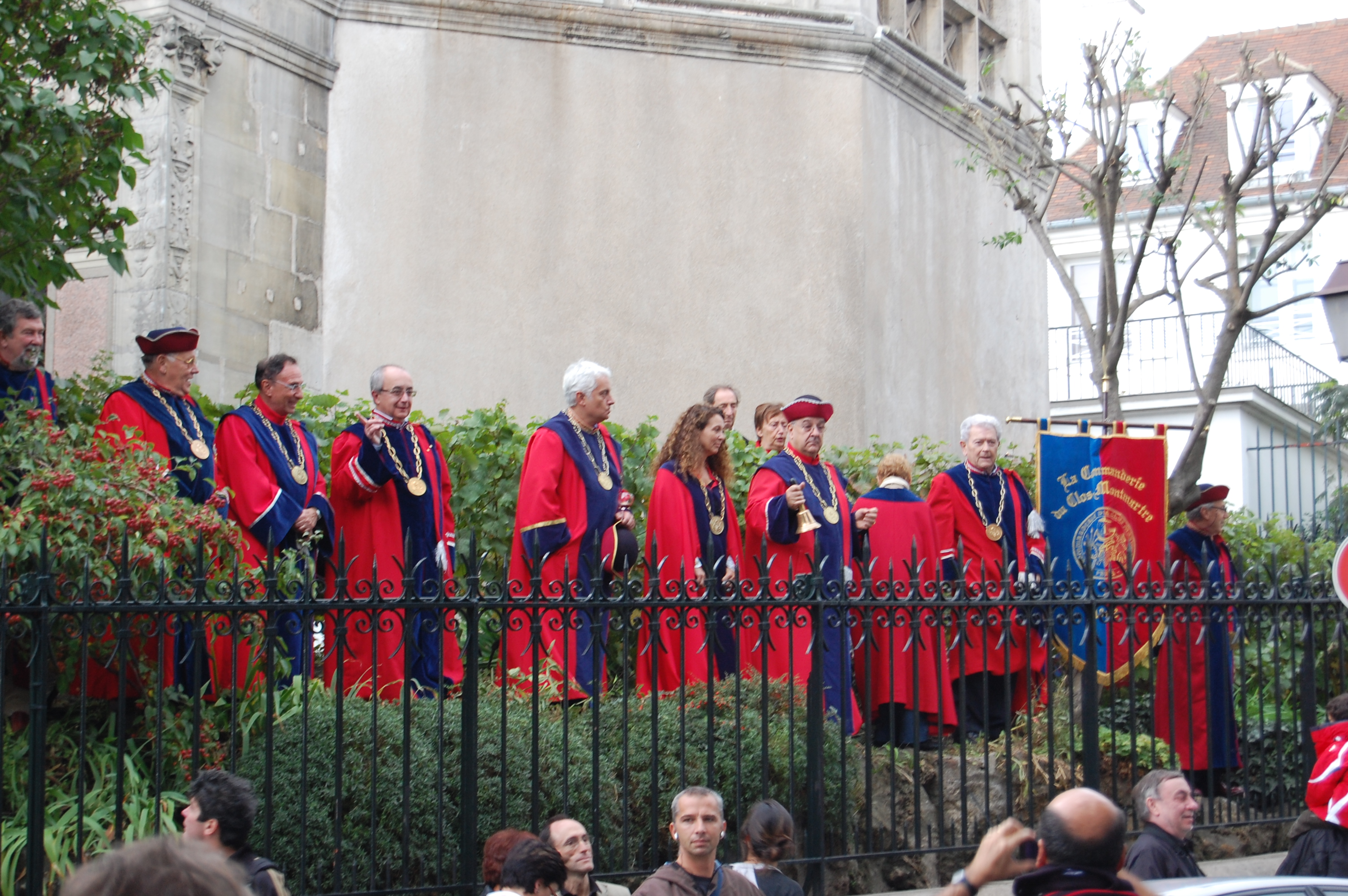
Commanderie du Clos de Montmartre.

### Édition2018
C'est un hommage festif et fraternel à la paix, marquant ainsi la fin des commémorations du centenaire de la Grande Guerre.

## Parrainage

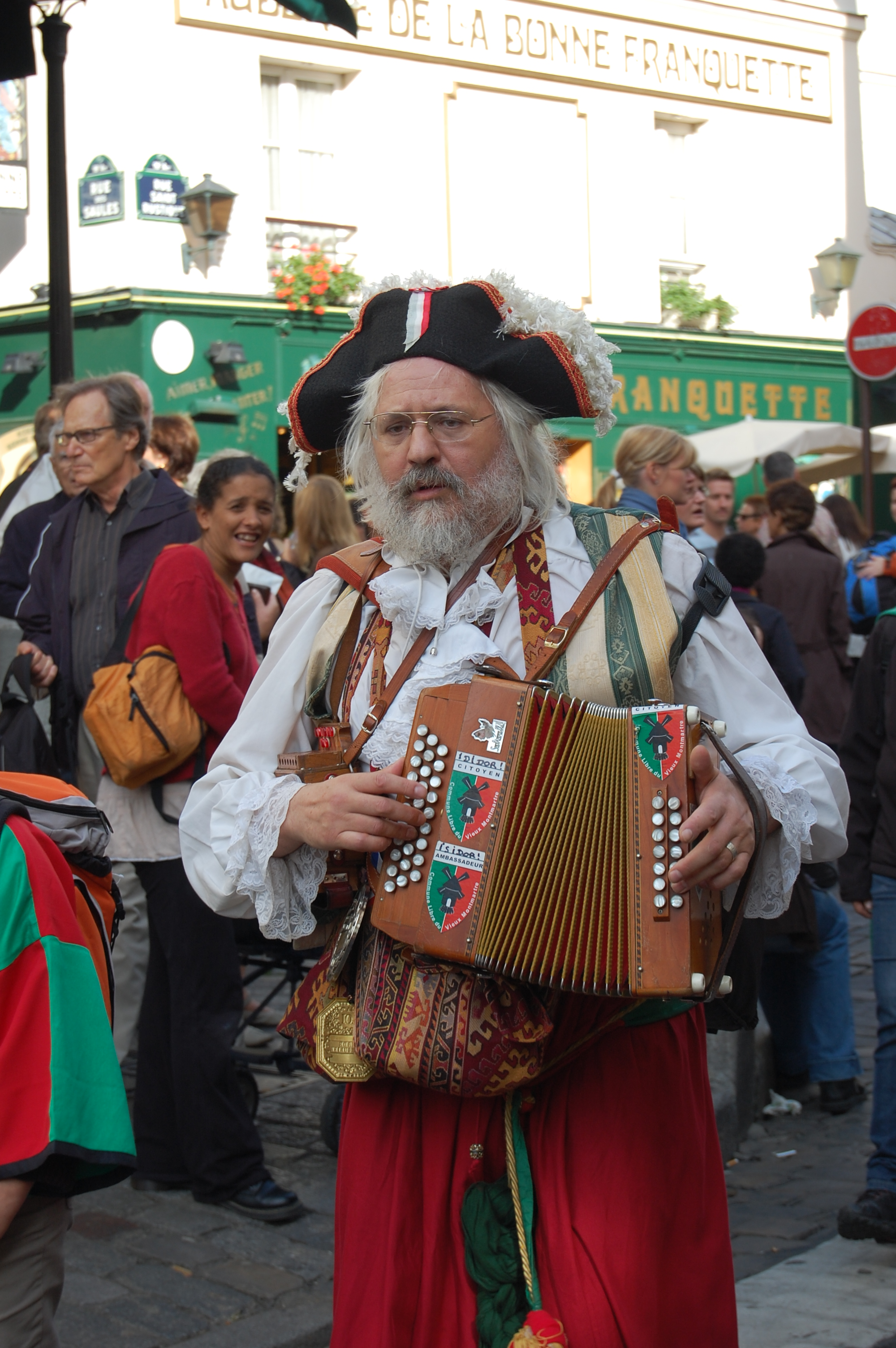
Isidore, l'accordéoniste du Vieux Montmartre.

| Année | Thème                                 | Parrains et marraines,                            |
| ----- | ------------------------------------- | ------------------------------------------------- |
| 1934  | -                                     | Fernandel et Mistinguett                          |
| ...   | -                                     | ...                                               |
| 1972  | -                                     | Anne-Marie Carrière                               |
| 1973  | -                                     | Les Frères Ennemis et Georgette Lemaire           |
| 1974  | -                                     | Les frères Ennemis et Maria Candido               |
| 1975  | -                                     | Pierre-Jean Vaillard et Claudine Coster           |
| 1976  | -                                     | Jean-Marie Proslier et Line Renaud                |
| 1977  | -                                     | Jean-Claude Brialy et Marie Laforêt               |
| 1978  | -                                     | Nicolas Peyrac et Mireille Mathieu                |
| 1979  | -                                     | Sacha Distel et Chantal Goya                      |
| 1980  | -                                     | Pierre Mondy et Colette Brosset                   |
| 1981  | -                                     | Philippe Clay et Marie-Louise Amarande            |
| 1982  | -                                     | Tino Rossi et Élisabeth Depardieu                 |
| 1983  | -                                     | Jean-Jacques Debout et Chantal Goya               |
| 1984  | -                                     | Jean Piat et Françoise Dorin                      |
| 1985  | -                                     | Gérard Lenorman et Danièle Gilbert                |
| 1986  | -                                     | Georges Descrières et Fanny Cottençon             |
| 1987  | -                                     | Adamo et Sheila                                   |
| 1988  | -                                     | Jean-Pierre Rives et Carole Varenne               |
| 1989  | -                                     | Henri Salvador et Nicoletta                       |
| 1990  | -                                     | Luc et Sarah                                      |
| 1991  | -                                     | Yankoff et Claire Bretécher                       |
| 1992  | -                                     | Daniel Guichard, Pierre Étaix et Annie Fratellini |
| 1993  | -                                     | Michel Delpech et Évelyne Leclercq                |
| 1994  | -                                     | Christian Morin et Fanny Cottençon                |
| 1995  | -                                     | Claire Bretécher et Jacques Fabbri                |
| 1996  | -                                     | Bernard Lama et Lio                               |
| 1997  | « Cuvée Dalida »                      | Ticky Olgado et Sophie Favier                     |
| 1998  | -                                     | Titouan Lamazou et Julie Pietri                   |
| 1999  | -                                     | Patrick Timsit et Hélène Ségara                   |
| 2000  | -                                     | Anne Roumanoff et Pierre Perret                   |
| 2001  | -                                     | Carole Bouquet et Pierre Arditi                   |
| 2002  | -                                     | Maxime Le Forestier et Virginie Lemoine           |
| 2003  | -                                     | Élie Semoun et Véronique Genest                   |
| 2004  | -                                     | Fabrice Luchini et Isabelle Giordano              |
| 2005  | « Cuvée Mistinguett »                 | Nagui et Chimène Badi                             |
| 2006  | « Cuvée Michou »                      | Christophe Dechavanne et Julie Zenatti            |
| 2007  | « Montmartre fête Brassens »          | Alain Bashung et Olivia Ruiz                      |
| 2008  | « Montmartre fête son cinéma »        | Claude Lelouch et Victoria Abril                  |
| 2009  | « Montmartre fête Les Trois Baudets » | Charles Aznavour et Anaïs Croze                   |
| 2010  | « Montmartre fête l'humour »          | Gérard Jugnot et Firmine Richard                  |
| 2011  | « Montmartre fête les îles »          | Jocelyne Béroard et Laurent Voulzy                |
| 2012  | « Montmartre fête les gourmandises »  | Jean-Luc Petitrenaud et Anggun                    |
| 2013  | « Montmartre fête l'amour »           | Nolwenn Leroy et Thomas Dutronc                   |
| 2014  | « Le 18e fête la poésie »             | Sandrine Bonnaire et Jacques Higelin              |
| 2015  | « Le 18e fête la planète »            | Raphaël et Mélanie Thierry                        |
| 2016  | « Le 18e fête la liberté »            | Camélia Jordana                                   |
| 2017  | « Le 18e fête les lumières »          | Sarah Biasini et Hugues Aufray                    |
| 2018  | « Le 18e fête la Paix »               | Madame Monsieur                                   |
| 2019  | « Le 18e fête les Couleurs »          | Sophie Mounicot et Yann Arthus-Bertrand           |
| 2020  | « Futur en fête dans le 18e »         | -                                                 |
| 2021  | « Futur en fête dans le 18e »         | Keren Ann et Jul (auteur)                         |
| 2022  | « Le 18e fête l'égalité »             | Marie-Philomène Nga et François Vincentelli       |
| 2023  | « Le 18e se prend aux jeux »          | Kareen Guiock Thuram et Matthias Dandois          |
| 2024  | « Le 18e cultive l'imaginaire »       | Sophie Mounicot et Jérôme Bonaldi                 |